# Leander osztály (könnyűcirkálók)
A Leander könnyűcirkáló osztályba nyolc hajó tartozott, melyeket a Brit Királyi Haditengerészet számára építettek az 1930-as évek elején. Az osztályba tartozó könnyűcirkálók részt vettek a második világháborúban is. A hajók eredetileg mitológiai alakok nevét viselték, de az Amphion-alosztályba tartozó három könnyűcirkáló később az Ausztrál Királyi Haditengerészethez került, ahol átkeresztelték őket és ausztrál városok nevét kapták. A Leander osztály tagjait 1933 és 1936 között állították hadrendbe.

## Tervezésük
A Leander osztály tervezésére nagy hatással volt a York nehézcirkáló-osztály. A tervezők célja az volt, hogy egy megfelelőbb hajóosztályt készítsenek a kereskedelmi hajók védelmére. A Leander osztályú könnyűcirkálók 7000-7200 tonna vízkiszorításúak voltak és nyolc darab 152 mm-es löveggel rendelkeztek. A lövegek kettesével helyezkedtek el a lövegtornyokban, melyekből kettő-kettő helyezkedett el a hajó orrán és a hajó tatján. A könnyűcirkálók másodlagos fegyverzete négy darab 102 mm-es löveg volt, melyek egyesével foglaltak helyet a lövegtornyokban. Később a lövegtornyokba két löveget tettek, így a 102 mm-es ágyúk száma nyolcra nőtt. Légvédelmi fegyverzetként a 12 darab, négyes csoportokba rendezett 12,7 mm-es Vickers géppuska szolgált. A hajókon volt még nyolc darab 533 mm-es torpedóvető cső is, melyek a hajó két oldalán, négyes csoportosításban helyezkedtek el. Az osztály hajóin kettő Fairey Seafox hidroplán is helyet kapott. A könnyűcirkálók végsebessége 32 csomó (59 km/h) volt. A Leander osztály tagjainak védelméről a 845 tonnányi páncélzat gondoskodott. Az osztály első öt hajója nem különálló kazánokkal rendelkezett, hanem az összes kazán egy helyen volt és ugyanazt a kéményt használta, ami különlegesnek számított a brit hajóknál. Részben emiatt volt szükség erre a páncélmennyiségre, hiszen egy, a hajó közepét ért találat akár az összes kazánt működésképtelenné tehette volna.
Az Amphion-alosztályba tartozó három hajó később az Ausztrál Királyi Haditengerészethez került, ezért néhány változtatást eszközöltek rajtuk. Leglényegesebb ezek közül a kazánok szétválasztása volt, melyek következtében egy második kéményre is szükség volt.

## Módosítások
A háború alatt a hajók jelentős módosításokon estek át. Különböző légvédelmi fegyvereket szereltek a cirkálókra, valamint a két új-zélandi hajóról leszerelték az egyik lövegtornyot, majd 20 és 40 mm-es légvédelmi ágyúkat állítottak a helyükbe. A hajókon található gőzkatapultokat is módosították. A Leander osztály hajóin egyaránt használták a Fairey Swordfish és a Supermarine Walrus típusú hidroplánokat, bár a Walrust valószínűleg csak a Brit Királyi Haditengerészetnél.

## Az osztály hajói

### Leander alosztály

#### HMS Leander/HMNZS Leander
A hajót a görög mitológiából ismert Leandroszról nevezték el. A könnyűcirkálót kölcsönadták az Új-zélandi haditengerészetnek, ahol 1941 szeptemberében állították hadrendbe. A Kolombangarai csatában a Leander egy torpedótalálat következtében súlyosan megrongálódott és nagy emberveszteségeket is szenvedett. Ezt követően a hajó két évig javítás alatt állt.

#### HMS Achilles/HMNZS Achilles
Az Achilles volt a második könnyűcirkáló melyet kölcsönadtak az Új-zélandi haditengerészetnek, ahol 1941 szeptemberében az szolgálatba is állt. A hajó korábban részt vett a La Plata-i csatában is. 1948-ban az Achillest eladták Indiának, ahol átkeresztelték INS Delhire.

#### HMS Ajax
Az Ajax is részt vett a La Plata-i és a Matapan-foki csatában, valamint ágyúzta a normandiai partvidéket a partraszállás ideje alatt. Az Ajax könnyűcirkálóról kapta nevét az Ontario-i Ajax városa.

#### HMS Neptune
A Neptune nem tartozott az Új-zélandi haditengerészethez, de legénysége új-zélandi tengerészekből állt. A hajó Tripoli partjainál süllyedt el, miután egy olasz tengeri aknára futott.

#### HMS Orion
Az Orion részt vett a szövetségesek csapatainak Krétáról történő evakuálásában, ahol egy bombatalálat következtében súlyosan meg is sérült.

### Amphion/Sydney alosztály

#### HMS Amphion/HMAS Perth
Az Amphion 1936-ban készült el, majd 1939-ben került az Ausztrál Királyi Haditengerészethez, ahol a Perth nevet kapta. 1941 márciusában részt vett a Matapan-foki csatában, 1942 elején pedig a Szunda-szorosbeli ütközetnél is jelen volt, amely során el is süllyedt.

#### HMS Apollo/HMAS Hobart
Az Apollo 1936-ban készült el, majd 1938-ban került az Ausztrál Királyi Haditengerészethez, ahol a Hobart nevet kapta. Részt vett a Korall-tengeri csatában, valamint támogatta a Guadalcanal-i partraszállást is.

#### HMS Phaeton/HMAS Sydney
A Phaetont még építése közben az Ausztrál Királyi Haditengerészetnek adták, ahol Sydney néven állt szolgálatba. Gyakran teljesített szolgálatot a brit hajókkal együtt a Földközi-tengeren. Részt vett többek közt a Matapan-foki csatában és 1940-ben a Calabriai csatában, ahol két olasz rombolót, az Espero-t és a Zeffiro-t elsüllyesztette. 1941-ben a Sydney-t Nyugat-Ausztrália partjainál megtámadta a német Kormoran segédcirkáló. A két hajó megsemmisítette egymást. A Sydney legénységéből nem maradt túlélő.

## Az osztály egységei fényképeken

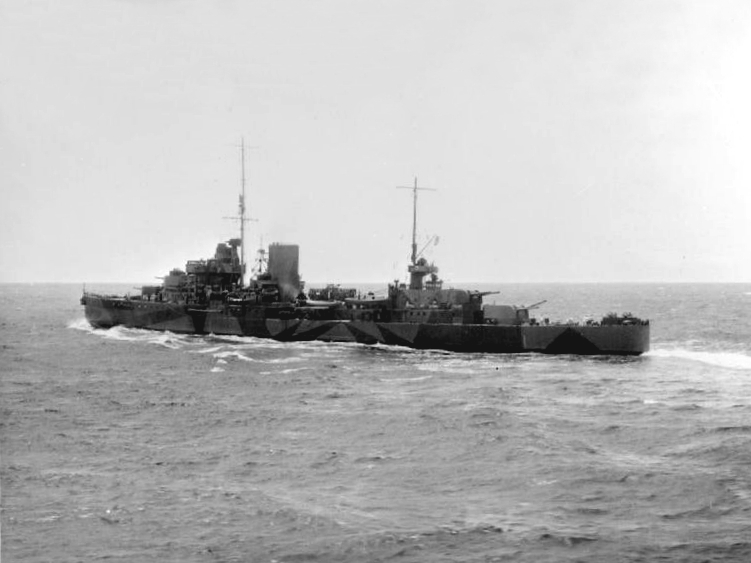
Az HMS Leander brit könnyűcirkáló 1945-ben, miután Új-Zéland visszaszolgáltatta az anyaországnak.
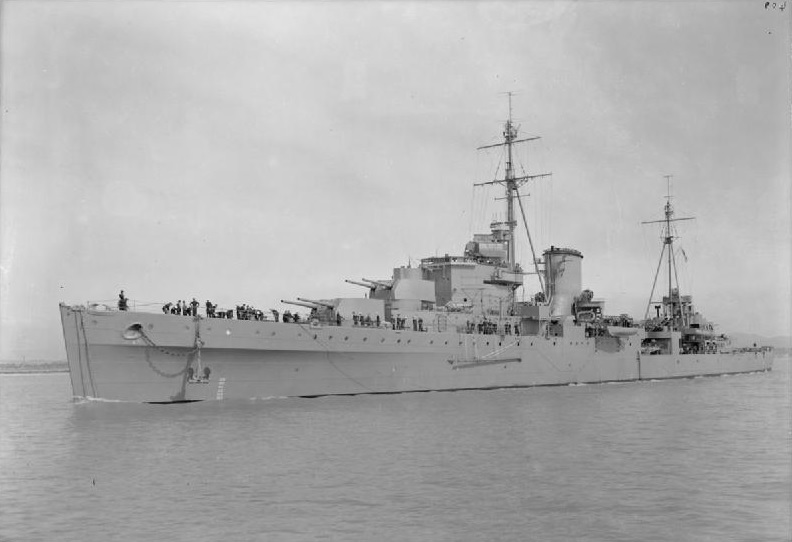
Az HMS Orion brit könnyűcirkáló 1942-ben.
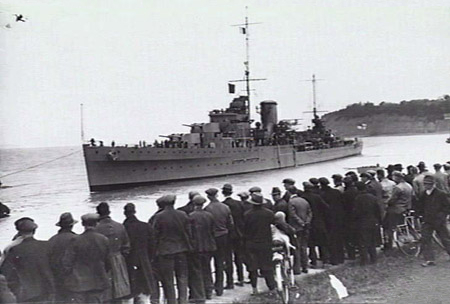
Az HMS Neptune brit könnyűcirkáló 1937-ben.
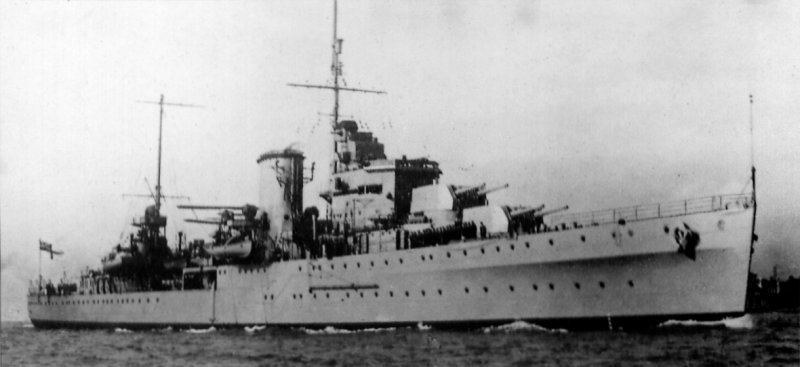
Az HMS Ajax brit könnyűcirkáló.
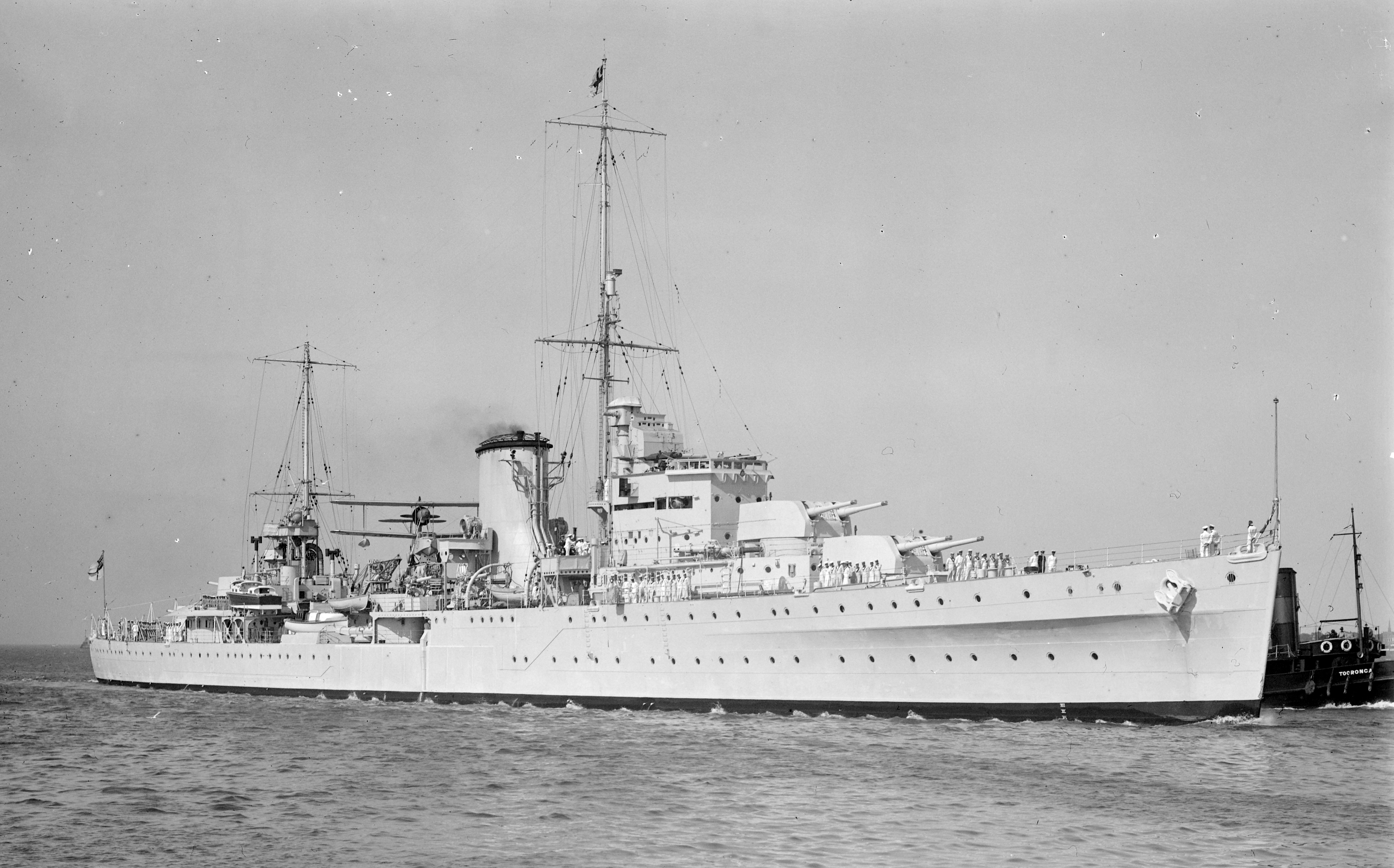
Az HMNZS Achilles új-zélandi könnyűcirkáló.
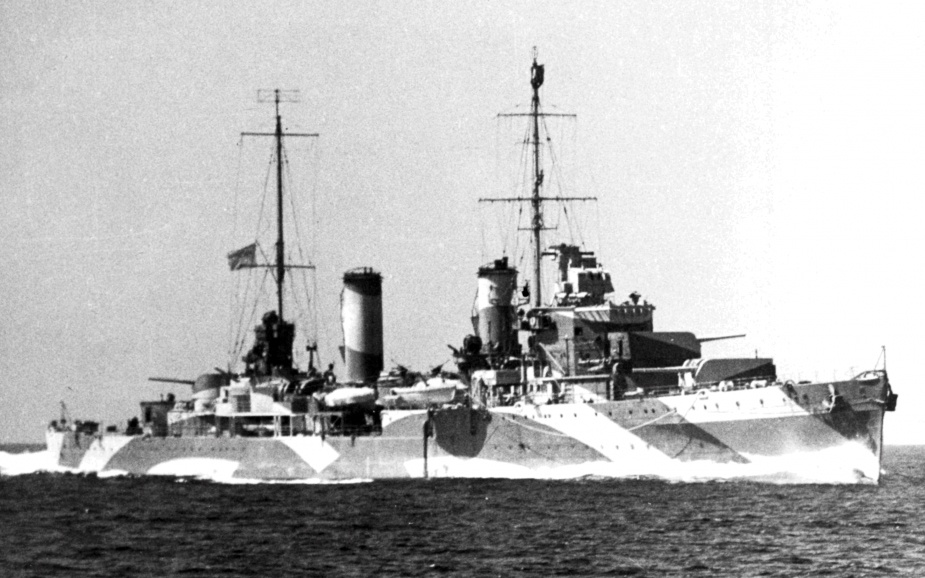
Az HMAS Perth ausztrál könnyűcirkáló 1942-ben.
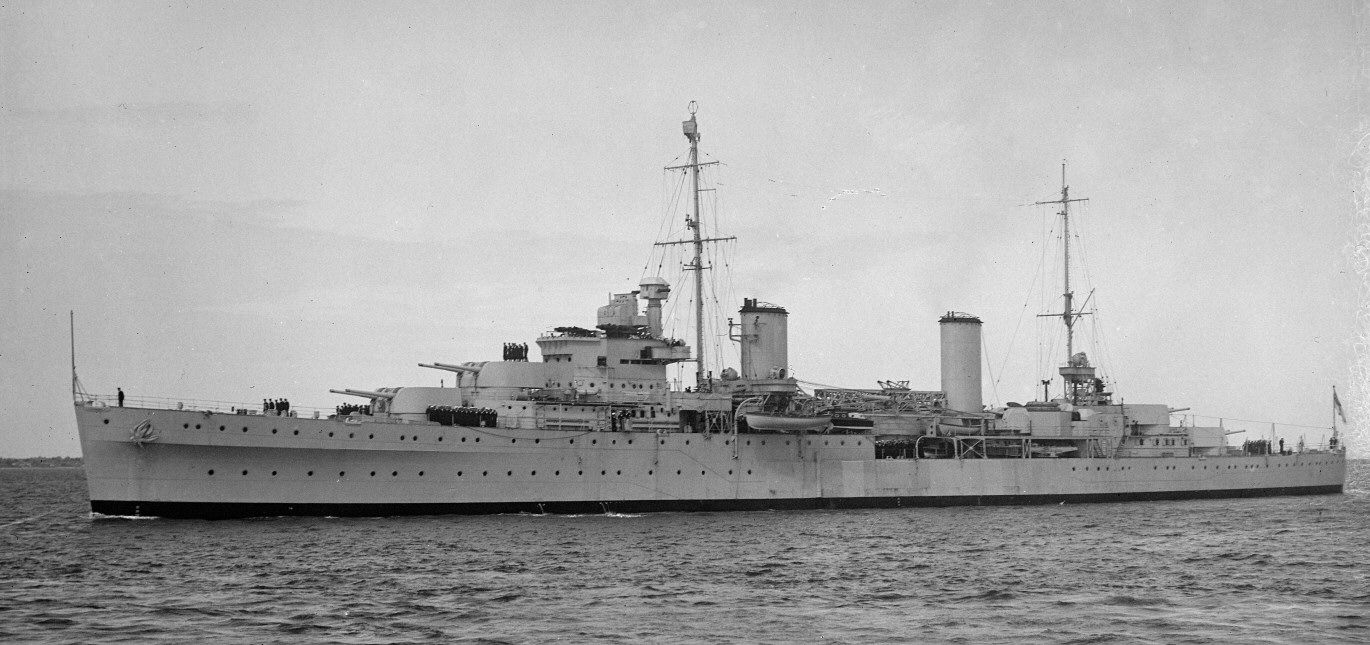
Az HMAS Hobart ausztrl könnyűcirkáló.
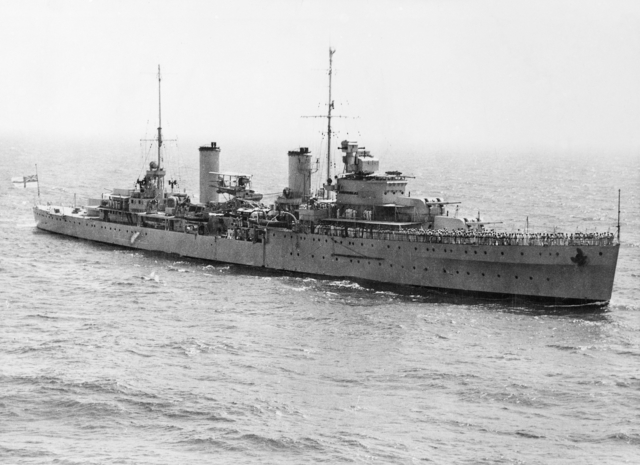
Az HMAS Sydney ausztrál könnyűcirkáló 1940-ben.